# Lulworthia cylindrica
Lulworthia cylindrica är en svampart som först beskrevs av Linder, och fick sitt nu gällande namn av Cribb & J.W. Cribb 1955. Lulworthia cylindrica ingår i släktet Lulworthia och familjen Lulworthiaceae.   Inga underarter finns listade i Catalogue of Life.